# Marek Kubski
Marek Kubski (ur. 22 maja 1959 we Wrocławiu) – polski malarz, multiinstrumentalista, kompozytor, pisarz, satyryk.
Kształcił się pod kierunkiem malarza batalisty prof. Michała Byliny. Od 1981 roku żyje i komponuje w Wiedniu. Jest autorem 2000 obrazów. Maluje sceny batalistyczne, motywy symboliczno-fantastyczne, akty, pejzaże oraz grafiki.

## Twórczość
W jego malarstwie często pojawia się smutny krajobraz, postać ludzka w strachu, w odwadze, szaty bogatych jeźdźców, przestrzeń w tajemniczym nastroju, konie w ruchu czy zbroje dawnych cywilizacji. Odzwierciedlając sytuację danego czasu, malarz przedstawia temat wojny, strach, lęk, patos, siłę czy zaklęte miejsca i postacie odziane w bogate szaty, które żegnają się z przyjaciółmi. Chce, aby śmierć przedstawiona w obrazie była zidentyfikowana i zauważona. Przestrzega przed skutkami wojny, dlatego często ukazuje proces, jaki powstaje pod wpływem złych emocji.

## Dzieła
Jest autorem cyklu obrazów pt. Hunter Of The Apocalypse, które poświęca pełnym grozy przedstawieniom, budowanym z realistycznych elementów. Twórczość malarza znalazła uznanie u prezydenta Austrii Thomasa Klestila. 7 kwietnia 1997 roku odbyło się wręczenie obrazu Der Abschied (167x300, Pożegnanie), a polski huzar na koniu został przyjęty w poczet zbiorów narodowych Austrii – zgromadzonych w pałacu Hofburg.
Wybrane prace batalistyczne:
- Celtowie -180x160 - olej (1989),
- Jan III Sobieski pod Wiedniem - 180x160 - olej (2006),
- Legenda 180x160 olej (1988/1989),
- Najazd Tatarów na Wiedeń - 180x160 - olej (1982),
- Wizja 180x160–olej (1983),
- Janczar 180x160 olej (1983),
- Złodziej koni 180x160–olej (1983)

Marek Kubski najchętniej zajmuje się scenami opartymi na faktach.
Cykl obrazów Shock:
- Legenda (1989),
- Na stosie (1997),
- Wizja śmierci (1997),
- Planeta Małp (1997),
- Dwutlenek węgla (1998),
- Polowanie (1997),
- Aids (1998),
- Jezus (1997),
- Bez uczuć (1997),
- Dziura ozonowa (1997),
- Celowe działanie (1997),
- Wojna (1997).

Kubski stworzył szereg kopii obrazów mistrzów malarstwa polskiego, m.in. Babie lato (J. Chełmoński), Przy studni (J. Brandt), Farys (W. Kossak), Dwóch śpiewających chłopców (F. Hals), Spotkanie na moście (J. Brandt), Szał uniesień (W. Podkowiński), Nieznana nuta (J. Malczewski), Wyrok (J. Matejko), Dwaj Grenadierzy (W. Kossak), Przyjaciółki (G. Klimt), Adele Bloch Bauer (G. Klimt), Ranny Kirasier (W. Kossak), Hamlet Polski (fragment według Malczewskiego), Stańczyk (J. Matejko), Fellia (J.E. Millais).

## Wystawy
Swój dorobek prezentował w czasie wernisaży indywidualnych w Austrii, Paryżu, Polsce oraz podczas wernisaży zbiorowych i happeningów. Otwarć wernisaży wystaw dokonywali między innymi: dr Theodor Kanitzer, Got Jerzy Spiegel, dr Emil Brix, Toni Wagner, Franz Murmann, Kurt Pint, Liliana Nelska–Niesielska, mgr Leszek Piasecki, prof. dr hab. Bolesław Faron, Richard Petrizek, mgr Kurt Pint, dr Heinz Fischer, Jacek Stanisław Buras. Jego obrazy znajdują się w zbiorach muzealnych Ameryki, Europy (Mariahilf Museum) oraz wśród prywatnych kolekcji.

## Muzyka
Artysta tworzy muzykę do własnej twórczości malarskiej. Wystawom towarzyszy oprawa muzyczna według własnych kompozycji. Dźwięki keyboardu, saksofonu i gitary mają na celu wyjaśnić rzeczy, których nie można rozpoznać i przedstawić na obrazach.
Marek Kubski gra na licznych instrumentach, komponuje i jest wydawcą własnych albumów CD:
- Hunter Of The Apocalypse (1993)
- Ozon Gap (1998)
- Shock (2000)

Twórczość artysty zaprezentowana była podczas roku kultury polskiej (2012) w Austrii Galerii sztuki Meduna.
Jest autorem książki Statek Widmo (1991), nagranej także na kasecie w interpretacji Krzysztofa Globisza. W grudniu 2014 r. miała miejsce premiera drugiej książki Martka Kubskiego, Bestia.
Jest członkiem AKM (Związek Autorów Kompozytorów Muzyków), AUSTRO-MECHANA, członek honorowy VBK (Światowy Związek Ochrony Malarzy), Związku Artystów Polskich i innych.
Uczestnik szeregu akcji charytatywnych, m.in.: Centrum Zdrowia Dziecka (1993), Dzieci-Dzieciom (1996), Wielka Orkiestra Świątecznej Pomocy (1993), dla Powodzian (1996 i 1997), PoliceArt (2009, 2010), dla chorych na AIDS (2009), Wielka Orkiestra Świątecznej (2012), Gala na rzecz dzieci i ośrodka rehabilitacji w Rafalówce (2013), Pomoc dzieciom niepełnosprawnym z Zabrza (2012).